# Rasova
Rasova (en serbe cyrillique : Расова) est un village du nord-ouest du Monténégro, dans la municipalité de Žabljak.

## Démographie

### Évolution historique de la population
| 1948 | 1953 | 1961 | 1971 | 1981 | 1991 | 2003 |
| ---- | ---- | ---- | ---- | ---- | ---- | ---- |
| 133  | 168  | 156  | 119  | 127  | 91   | 60   |